# Itera Consulting
Itera Consulting är ett skandinaviskt IT-konsultbolag med cirka 400 anställda 2010. Bolaget är noterat på Oslobörsen och har kontor i Sverige, Norge, Ukraina och Danmark.